# I-29 (подводная лодка)
I-29 — океанская дизель-электрическая подводная лодка ВМС Императорской Японии проекта S37, несла на себе авиаразведчик. Постройка подводного крейсера велась по Плану военного кораблестроения № 4 1940 г. Бюджетная стоимость корпуса 14,2 млн иен, корабль построен военным заводом округа ВМС Йокосука. Во время войны на Тихом океане участвовал в двух кругосветных переходах в гитлеровскую Германию. Уничтожен торпедной атакой ПЛ ВМС США у арх. Филиппин (о. Лусон) во время возвращения из второго кругосветного похода.

## Вооружение

### Авиационное
Корабль несет бортовой гидроразведчик Yokosuka E14Y в прочном ангаре (1,4 м 2,4 Х 8,5 м) легированной стали Колвилла перед надстройкой. СПЛ хранится с отстыкованными плоскостями и поплавками. Для подъёма СПЛ перед ангаром смонтирована палубная пневмокатапульта Курэ-1 (19 м). Подъём севшего на воду СПЛ на борт производится заваливающимся торпедным краном правого борта. 

### Минно-торпедное
Минно-торпедное вооружение включает шесть носовых ТА-95 21 дм  (яп.  Кюгосики гёрай хассякан) и штатный боезапас 17 ед. торпед (в аппаратах и трюме № 1). Беспузырный ТА-95 имеет дистанционные системы ввода глубины/угла гироскопа торпеды и угла растворения. По калибру ТА-95 допускает применение:
- парогазовых воздушных торпед Т-89 1929 г. (длина 7,2 м, масса 1,6 т, БЧ 0,3 т, ход до 45 уз., дальность не менее 5,5 км)
- электроторпед Т-92 1932 г. (длина 7,2 м масса 1,7 т, БЧ 0,3 т, ход до 30 уз., дальность не менее 5 км)
- парогазовых кислородных торпед Т-95 1935 г. (длина 7,2 м, масса 1,6 т, БЧ 0,4 т, ход до 49 уз., дальность не менее 9 км)[2]

### Артиллерийское
Палубная кормовая АУ ГК и надстроечный станок МЗА стволами в корму включают АК-11 5,5 дм на палубном лафете и спаренный АК-96 1 дм в открытой кормовой части надстройки.
АК-11 5,5 дм имеет техническую скорострельность до ? выстр./мин при дальности стрельбы 15,4 км. Сектор обстрела АУ ГК 300° (30° л.б. — 180° — 30° п.б.). Боезапас ГК включает ОФС, осветительный снаряд и ныряющий снаряд ПЛО 5,5 дм. Нормальный боезапас ГК 150 выстрелов (дополнительно восемь ОФС, 20 холостых и 4,2 тыс. стволиковых годового курса БП). В подпалубном пространстве под щитами слева от АУ герметичные кранцы ГК (20 снарядов и гильз).
Спаренный АК-96 1 дм имеет техническую скорострельность 220 выстр./мин при максимальной дальности стрельбы 7,5 км (эффективная 1,5 км). Кормовой станок МЗА имеет круговой сектор обстрела, но при малом возвышении перекрыт носовой закрытой частью надстройки. Боезапас включает ОФС, трассирующий ОФЗ, трассирующий и учебный десяти видов. Нормальный боезапас МЗА 2 тыс. патронов 1 дм (и двести для курса БП). Рядом со станком два кранца по 105 патронов, в надстройке патронный ящик на 75 патронов. 

## Служба
Корабль заложен в заводе ВМС округа Йокосука 29.9.1940 г. по Плану военного кораблестроения № 4 (бюджетная стоимость корпуса 14,2 млн иен). После спуска на воду и достройки 27.2.1942 г. корабль передан в состав ДПЛ № 14 ВМС (командир корабля капитан 3 ранга Ю.Идзу). Весной 1942 г. в составе ДПЛ № 14 Флота № 6 ВМС корабль участвовал в развертывании подводных сил по оперативному плану Морсби, в выходах на поиск 16-й ОМГ ВМС США после налета на Токио и на авиаразведку берегов Австралии (военный п. Сидней).

### Оперативный план Янаги

#### Первый поход
В ходе войны ВМС Германии, Италии и Императорской Японии использовали грузовые корабли для трансокеанских перевозок технических специалистов ВМС, стратегических материалов и образцов новейших вооружений. В связи с господством авиации противника в Атлантике и частично в Индийском океане, с 1942 г. для трансокеанских перевозок было предложено использование подводных сил. В Императорской Японии план кругосветных переходов получил наименование оперативного плана Ива  (яп.  Янаги сакусэн).
Весной 1943 года I-29 (капитан 2 ранга М. Тераока) вышла из Пенанга с двумя тоннами золотого запаса для оплаты стоимости технологий и образцов вооружений ВМС Германии. 26.4.1943 г. у берегов Мозамбика I-29 встретилась с U-180 ВМС Германии (капитан 3 ранга В. Музенберг), на борту которой находился лидер движения за независимость Индии С. Бос с адъютантом А. Хасаном. Для перехода в Токио оба перешли на борт I-29. I-29 передала на борт U-180 золото и двух специалистов ВМС, командированных в Германию для изучения технологий подводных сил (капитан 2 ранга Т. Эми и капитан 3 ранга Х. Томонага). В штормовых условиях поиск и сближение продолжались более 12 часов, но после передачи людей и перегрузки золотого запаса оба корабля успешно ушли в базу. 6.5. 1943 г. С. Бос и А. Хасан были высажены на берег в п. Сабанг (о. Вех на норд от о. Суматра) Подобная перевозка гражданских на двух подлодок двух разных флотов стала уникальным событием Второй мировой войны. Золото, которое выплатили немцам, было .

#### Второй поход
17 декабря 1943 года I-29 вышла во второй кругосветный переход по оперативному плану Янаги во французский Лорьян. Командиром корабля был назначен капитан 2 ранга Т. Кинаси, ранее командир I-19. В Сингапуре на борт корабля для отправки в Европу были погружены стратегические материалы индонезийского производства (по 80 т вольфрама и каучука, 50 т олова, 2 т цинка и 3 т хинина, опия и кофе). Разведпункты ВМС Великобритании в портах Индийского океана (Бомбей, Калькутта, Дурбан) пеленговали радиообмен I-29 и пытались организовать перехват в море, однако в январе-марте 1944 г. корабль благополучно обогнул побережье Африки. На переходе в Атлантике корабль дважды прошел дозаправку с танкеров ВМС Германии и трижды подвергался авианалетам, в том числе в Бискайском заливе у м. Пеньяс (шестерка 248-й БАЭ ВМС Великобритании, в том числе пара штурмовиков Москито с противотанковыми авиапушками 57 мм). 248-я БАЭ была перехвачена 5-й МРАЭ 40-го МРАП ВМС Германии (при потере одного Ju 88), что позволило кораблю выйти из-под удара и зайти в п. Лориан. В середине апреля 1944 г. I-29 вышла из п. Лориан под охранением дэм ВМС Германии. На борту находились 18 технических специалистов ВМС, образцы корабельных дизелей ВМС Германии, шифрмашин Энигма и береговой РЛС ПВО, реактивный двигатель HWK 509A и детали новейших реактивных ЛА Me. 163 и Me. 262.

#### Гибель
14 июня 1944 года I-29 зашла в Сингапур, где высадила на берег техгруппу ВМС с доставленными образцами вооружений. В ходе дальнейшего перехода из п. Сингапур в метрополию (округ ВМС Курэ) в районе арх. Филиппин (о. Лусон, пр. Балингтанг) I-29 была атакована подводными лодками ВМС США USS Tilefish (SS-307), USS Rock (SS-274), USS Sawfish (SS-276), наводимыми на пеленг радиообмена I-29 по данным системы берегового перехвата и дешифровки «Ультра». Вечером 26 июля 1944 года USS Sawfish (SS-276) выполнила по I-29 торпедный залп в четыре торпеды, три из которых достигли цели. I-29 затонула, спасся один член экипажа(20°06′ с. ш. 121°33′ в. д.), командир корабля капитан 2 ранга Т. Кинаси погиб, удостоен звания вице-адмирала посмертно.

## В культуре
- В 2004 году в Индии был снят фильм «Нетаджи Субхас Чандра Бос: Забытый герой[англ.]», в котором U-180 с Босом на борту прошла у мыса Доброй Надежды к юго-востоку Мадагаскара и встретилась там с I-29. Боса на борту подлодки встречал капитан Масао Тераока, который продолжил путешествие в Японию.